# Amt Kisdorf
Das Amt Kisdorf ist ein Amt im Kreis Segeberg in Schleswig-Holstein. Der Verwaltungssitz befindet sich in der Gemeinde Kattendorf.

## Amtsangehörige Gemeinden
| 1. Hüttblek 2. Kattendorf 3. Kisdorf | 1. Oersdorf 2. Sievershütten 3. Struvenhütten | 1. Stuvenborn 2. Wakendorf II 3. Winsen |

## Geschichte
Der Amtsbezirk Kisdorf wurde zum 1. Oktober 1889 gebildet und umfasste die heutigen Gemeinden bis auf Wakendorf II, sowie die Gemeinde Bredenbekshorst und den Forstgutsbezirk Winsen.
Der Forstgutsbezirk wurde zum 30. September 1928 aufgelöst und die Fläche ging an die Gemeinden Kisdorf und Winsen. Zum 1. April 1937 wurde Bredenbekshorst in die Gemeinde Struvenhütten eingegliedert. Hüttblek wurde zum 1. April 1939 in die Gemeinde Sievershütten eingegliedert und zum 1. April 1951 wieder ausgegliedert.
1948 wurde der Amtsbezirk aufgelöst und die Gemeinden bildeten das Amt Kisdorf. Nach Auflösung des Amtes Ulzburg zum 1. Januar 1969 schloss sich Wakendorf II dem Amt an.

## Wappen
Blasonierung: „Gespalten von Silber und Rot. Vorn ein neunspeichiges Wagenrad über neun 1 : 2 : 3 : 2 : 1 gestellten Mauersteinen, hinten eine aufrecht gestellte neunsprossige Damwildschaufel in verwechselten Farben.“